# المتحف الاجتماعي
المتحف الاجتماعي (بالفرنسية: Musée social) كان مؤسسة خاصة فرنسية تأسست عام 1894. أوائل القرن العشرين، صار مركزا مهما للبحث في حقول مثل التخطيط المدني والإسكان الاجتماعي وتنظيم العمل. كان له تأثير مهم على السياسات الحكومية.

## أصل
كان الغرض الأصلي للمتحف الاجتماعي الحفاظ على الوثائق من جناح الاقتصاد الاجتماعي في المعرض العالمي (1889). سجل هذا المعرض، وهو عقد بعد الثورة الفرنسية بقرن تماما، التحولات الكثيرة التي حدثت منذئذ على مستوى التفكير في تنظيم المجتمع. أتت الفكرة لهذا المشروع من اجتماع لكل من جوليس سيغفريد وليون ساي وأميل شيسون والكونت جوزيف دومينيك ألدبار دا شامبرن عام 1894، وقرر الكونت إعطاء ثروته للمؤسسة التي دشنت رسميا مارس 1895. ومع أنه سمي متحفا إلا أنه في الحقيقة معهد للبحث. 

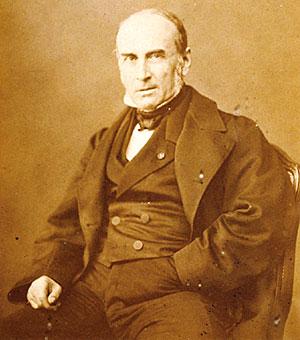
فريدريك ليبلاي وهو عالم اجتماع أثرت آراؤه على أوائل الباحثين في المتحف الاجتماعي

كان هناك في أواخر القرن التاسع عشر الكثير من المؤسسات المكرسة للإصلاح. حاول المتحف الاجتماعي تنسيق جهود تلك المؤسسات العاملة على «القضية الاجتماعية». اجتمع في المتحف الاجتماعي أتباع فريدريك ليبلاي وآخرون يهتمون بتحسين معايش عامة الناس وذلك بتشجيع المبادرة الخاصة تحايلا على الإصلاحات الضعيفة التي كانت الحكومة تنظر فيها. يذهب الكثير من المؤرخين إلى أن دولة الرعاية في فرنسا نشأت في ما تحقق في المتحف الاجتماعي.

## آثار

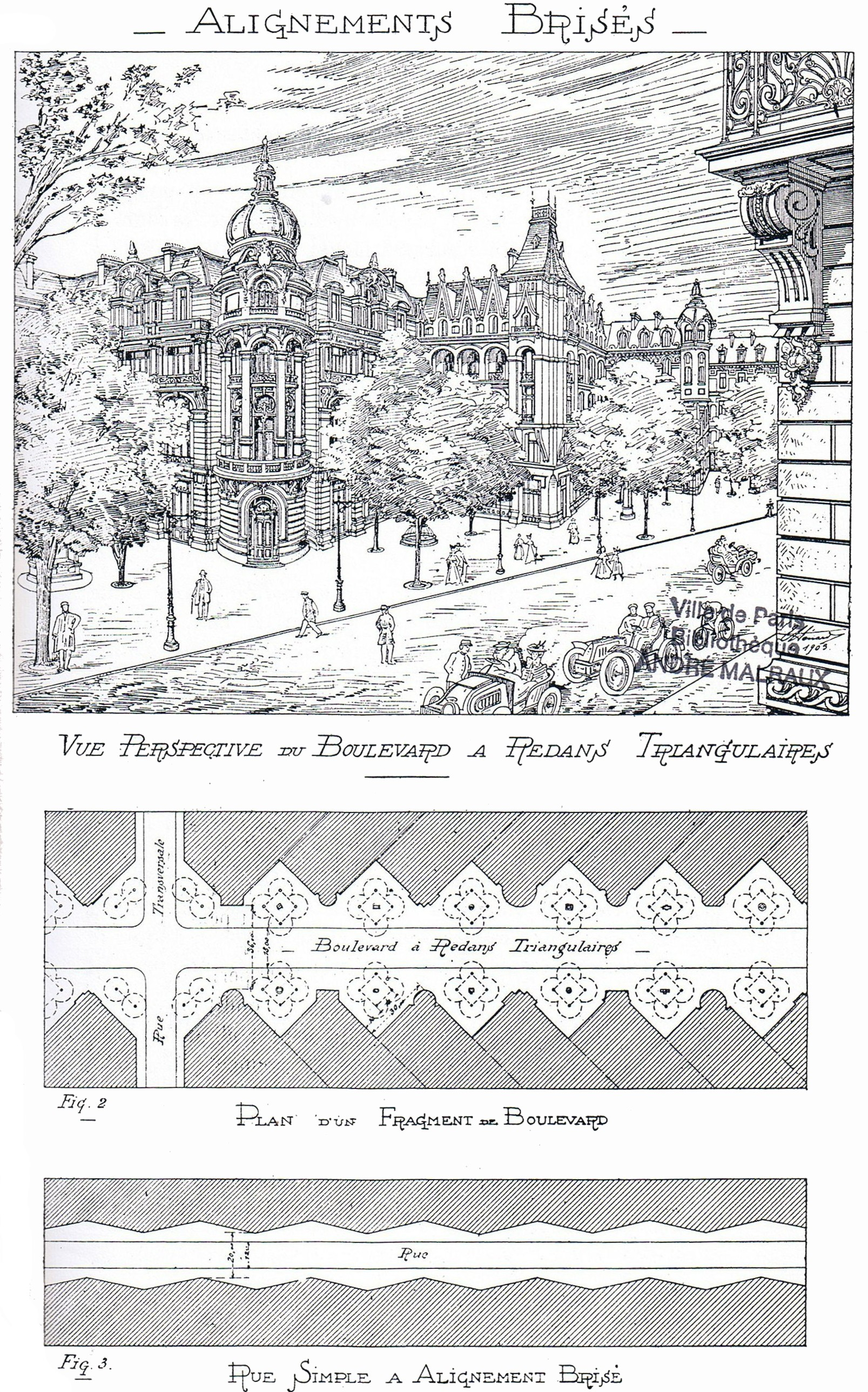
تصميم شارع مدرج ناصره أوجين هينار لخلق المزيد من المساحات الخضراء في المدينة

1. ↑  Histoire et présentation de la bibliothèque.
2. ↑  Gaillard 2011.